# Jaume Roig i Arbona
Jaume Roig i Arbona   (Mallorca, 21 d'octubre de 1957) és un ex-pilot de trial mallorquí que destacà en competicions estatals a finals de la dècada del 1970 i començaments de la del 1980. El 1979 va guanyar el Trofeo Nacional Senior amb Bultaco i, des d'aleshores, ha seguit vinculat a l'esport del trial fins a l'actualitat, sobretot competint en proves per a motocicletes clàssiques. Des de fa anys participa a la Copa d'Espanya de Trial Clàssiques, sovint amb una antiga Fantic.